# Abteilung
Pour les articles homonymes, voir Abt.
Abteilung ou abt est un mot allemand qui est utilisé pour désigner une unité militaire allemande ou suisse, et suivant le contexte peut correspondre à une section, un détachement ou un bataillon. En allemand, ce terme peut être utilisé pour une unité civile ou militaire.

## Allemagne

### Avant 1945
Jusqu'en 1945, une « Abteilung » correspondait, au sein des unités de cavalerie, de blindés, de lutte antichar, d'artillerie ou des transmissions (de), aux bataillons des troupes d'infanterie ou du génie.

### Allemagne de l'Ouest
Au sein de la Bundeswehr, le terme était synonyme sans usage réglementaire de celui de « Bataillon ». Il y avait toutefois quelques exceptions : les régiments de l'Heeresflieger (équivalent allemand de l'ALAT française) n'avaient pas de « Bataillonen » mais des « fliegenden Abteilungen » et des « luftfahrzeugtechnischen Abteilungen », unités de soutien technique.

### Allemagne de l'Est
Au sein de la Nationale Volksarmee est-allemande, on trouvait des  « Abteilungen » en service au sein des différentes armes et des forces spéciales. Ici aussi, il s'agissait d'unités de taille comparable à un bataillon.

## Suisse
En Suisse, l'« Abteilung » correspond à un bataillon, mais son emploi est réservé à certaines armes. Au sein de l'artillerie et de la défense antiaérienne, les bataillons portent le nom d'« Abteilungen » ; ils ont normalement à leur tête un « Abteilungskommandant », grade correspondant à celui de lieutenant-colonel.